# ドラマ三姉妹
STVドラマ三姉妹（エスティービードラマさんしまい）は、STV札幌テレビ放送開局50周年記念の女性アナウンサーで結成された、テレビドラマウォッチャーグループ 兼 音楽ユニット。

## 概要
日本テレビ放送網製作及び札幌テレビ放送製作のテレビドラマ番組宣伝の目的で結成されたテレビドラマウォッチャー集団。携帯電話用のSTV公式サイトの宣伝も担当。

## メンバー
メンバーの職業には「もしアナウンサーになれなかったら」という願望も込められている。
- ゆきこ（松下祐貴子）
長女。しっかり者。職業：アパレル関係。ドラマの衣装に厳しい。
- ちほ（西森千芳）
次女。職業：保育士（保母）。
- みち（山藤美智）
三女。職業：パティシエ。料理が得意で、ドラマの料理に詳しい。

## 沿革
- 2008年7月1日 - ブログ「ココハナ委員会」にて、ドラマ三姉妹の結成を発表。同日から、テレビコマーシャル開始。
- 2008年9月14日 - 冠番組兼番宣番組『ドラマ三姉妹+長男』放送開始。長男役はケータイカメラマンが副業の福永俊介。メンバー3人は主題歌も担当。
- 「札幌芸術の森」でお披露目会を行なったことがある。

## 後日談
- 3人とも新人であり、会社としては自由に成長して欲しいという思いがあったが、実際は丸投げであった。
- 振付けは3人で考案したものである。
- 人気沸騰もせず話題にすらならず、いつの間にか終了した。
- STVの上層部からは「会社の傷・汚点だ」と言われたという。
- 3人とも既にSTVを退社している。